# Vermelho Novo
Vermelho Novo es un municipio brasileño del estado de Minas Gerais. Su población aproximada en 2019 era de 4.846 habitantes, ocupando una extensión de 115,24 km² .

## Etimología
El nombre Vermelho Novo quiere decir "rojo nuevo" y se refiere al color de las aguas del río que atraviesa la ciudad.

## Historia
Existen dos teorías respecto al origen de la población; la más aceptada afirma que Vermelho Velho fue fundado a mediados del siglo XIX por la familia Pinto, primeros colonos, procedentes del municipio de Guarani (Minas Gerais), y con el tiempo se fue habitando con nuevos colonos oriundos de otras ciudades y también por inmigrantes italianos. Según una segunda teoría, el poblamiento surgió a raíz de la construcción de una pequeña capilla junto al caserío de São Francisco do Vermelho (Vermelho Velho), fundándose un nuevo asentamiento más cerca del río, que se denominaría Vermelho Novo.

## Clima
El municipio está situado próximo al paralelo 20º02'10 sur y del meridiano 42º16'01 oeste.[12] Su clima es templado subhúmedo, con una temperatura media anual de 18,8 °C; una temperatura máxima media de 25,9 °C y 12,4 °C de mínima media anual. Posee cuatro estaciones bien definidas: inviernos suaves y veranos moderadamente cálidos y lluviosos: otoño y primavera son estaciones de transición.

## Demografía
| año                                     | población |
| 2000                                    | 4.572     |
| 2007                                    | 4.551     |
| 2010                                    | 4.689     |
| 2014                                    | 4.883     |
| Fuente: IBGE: Censo demográfico de 2010 |           |

## Educación
Con una Tasa de escolarización de 4 a 14 años del 94,3%, la ciudad cuenta con dos escuelas de educación básica: Escuela Municipal "Padre Manoel de Abreu Moreira", desde preescolar hasta 4º grado, y la Escuela Estatal "Farmacêutico Soares", que imparte los cursos finales de la enseñanza básica secundaria (de 6º a 8º). El acceso a la enseñanza superior se lleva a cabo en la ciudad de Caratinga: Centro Universitario de Caratinga -UNEC-, y las Facultades Integradas de Caratinga.

## Transportes
Vermelho Novo está cerca de las ciudades de Caratinga (aproximadamente a 50 km) y Raul Soares (aproximadamente 42 km). El acceso a la ciudad se realiza a través de la MG-329, situada a 12 km de la ciudad, y por la BR 116 (Río-Bahía), a la que se llega dirigiéndose al distrito de Don Correa (municipio Manhuaçu), distante 12 km, a través de una carretera de tierra batida. 
El municipio no posee ninguna terminal de autobuses, si bien, el transporte interurbano se realiza a través de líneas regulares de autocares que unen Vermelho Novo con las ciudades de Raul Soares y Caratinga (pasando por Dom Corrêa, Santa Barbara do Leste y Santa Rita de minas), realizándose los desplazamientos a otra ciudades y regiones desde las terminales de autobuses de Raul Soares y Caratinga.